# Ciudad de México
Ciudad de México (în spaniolă: Ciudad de México, sau México, Distrito Federal, adeseori México, D.F. sau doar México, o parte a sa de astăzi fiind cândva ocupată de orașul precolumbian cunoscut sub numele de Tenochtitlan, capitala Imperiului aztec) este capitala Mexicului. Geografic se extinde cuprinzând întregul District Federal Mexican, respectiv o parte din statul federal México, aflat în nordul districtului federal.
Administrativ, conform constituției Mexicului din 1993, Ciudad de México și Distrito Federal sunt una și aceeași entitate administrativă, deși la crearea Districtului Federal cele două erau unități administrative distincte.
Orașul Mexico precum și zona sa metropolitană sunt printre cele mai populate din lume, având aproximativ 20.000.000 de locuitori.  Zona metropolitană Distrito Federal este una dintre cele mai extinse zone urbane ale lumii formând o elipsă având axele de o lungime de circa 40 kilometri de la est la vest și de o lățime de circa 60 de kilometri de la nord la sud.
Altitudinea medie a orașului este de 2.240 m deasupra nivelului mării. Două din marile probleme ale orașului sunt alimentarea cu apă potabilă și nivelul ridicat al poluării aerului.
Orașul a fost devastat în 19 septembrie 1985 de un cutremur cu magnitudinea 8,1 pe scara Richter, care a ucis circa 10.000 de persoane, potrivit cifrelor oficiale (peste 30.000, conform altor surse neoficiale).

## Clima
| Date climatice pentru Ciudad de México (Tacubaya) (1981–2000)                                                                        | Date climatice pentru Ciudad de México (Tacubaya) (1981–2000) | Date climatice pentru Ciudad de México (Tacubaya) (1981–2000) | Date climatice pentru Ciudad de México (Tacubaya) (1981–2000) | Date climatice pentru Ciudad de México (Tacubaya) (1981–2000) | Date climatice pentru Ciudad de México (Tacubaya) (1981–2000) | Date climatice pentru Ciudad de México (Tacubaya) (1981–2000) | Date climatice pentru Ciudad de México (Tacubaya) (1981–2000) | Date climatice pentru Ciudad de México (Tacubaya) (1981–2000) | Date climatice pentru Ciudad de México (Tacubaya) (1981–2000) | Date climatice pentru Ciudad de México (Tacubaya) (1981–2000) | Date climatice pentru Ciudad de México (Tacubaya) (1981–2000) | Date climatice pentru Ciudad de México (Tacubaya) (1981–2000) | Date climatice pentru Ciudad de México (Tacubaya) (1981–2000) |
| Luna | Ian                                                           | Feb                                                           | Mar                                                           | Apr                                                           | Mai                                                           | Iun                                                           | Iul                                                           | Aug                                                           | Sep                                                           | Oct                                                           | Nov                                                           | Dec                                                           | Anual                                                         |
| --- | ------------------------------------------------------------- | ------------------------------------------------------------- | ------------------------------------------------------------- | ------------------------------------------------------------- | ------------------------------------------------------------- | ------------------------------------------------------------- | ------------------------------------------------------------- | ------------------------------------------------------------- | ------------------------------------------------------------- | ------------------------------------------------------------- | ------------------------------------------------------------- | ------------------------------------------------------------- | ------------------------------------------------------------- |
| Maxima medie °C (°F) | 21.7 (71,1)                                                   | 23.4 (74,1)                                                   | 25.7 (78,3)                                                   | 26.8 (80,2)                                                   | 26.8 (80,2)                                                   | 25.3 (77,5)                                                   | 23.8 (74,8)                                                   | 23.9 (75)                                                     | 23.3 (73,9)                                                   | 22.9 (73,2)                                                   | 22.9 (73,2)                                                   | 21.9 (71,4)                                                   | 24,0 (75,2)                                                   |
| Media zilnică °C (°F) | 14.6 (58,3)                                                   | 15.9 (60,6)                                                   | 18.1 (64,6)                                                   | 19.6 (67,3)                                                   | 20.0 (68)                                                     | 19.4 (66,9)                                                   | 18.2 (64,8)                                                   | 18.3 (64,9)                                                   | 18.0 (64,4)                                                   | 17.1 (62,8)                                                   | 16.3 (61,3)                                                   | 15.0 (59)                                                     | 17,5 (63,5)                                                   |
| Minima medie °C (°F) | 7.4 (45,3)                                                    | 8.5 (47,3)                                                    | 10.4 (50,7)                                                   | 12.3 (54,1)                                                   | 13.2 (55,8)                                                   | 13.5 (56,3)                                                   | 12.5 (54,5)                                                   | 12.7 (54,9)                                                   | 12.7 (54,9)                                                   | 11.2 (52,2)                                                   | 9.7 (49,5)                                                    | 8.1 (46,6)                                                    | 11,0 (51,8)                                                   |
| Minima istorică °C (°F) | −4.1 (24,6)                                                   | −4.4 (24,1)                                                   | −4 (25)                                                       | −0.6 (30,9)                                                   | 3.7 (38,7)                                                    | 4.5 (40,1)                                                    | 5.3 (41,5)                                                    | 6 (43)                                                        | 1.6 (34,9)                                                    | 0 (32)                                                        | −3 (27)                                                       | −3 (27)                                                       | −4,4 (24,1)                                                   |
| Precipitații mm (inches) | 7.6 (0.299)                                                   | 7.0 (0.276)                                                   | 8.9 (0.35)                                                    | 22.5 (0.886)                                                  | 66.5 (2.618)                                                  | 140.0 (5.512)                                                 | 189.5 (7.461)                                                 | 171.2 (6.74)                                                  | 139.8 (5.504)                                                 | 72.4 (2.85)                                                   | 12.6 (0.496)                                                  | 8.2 (0.323)                                                   | 846,1 (33,311)                                                |
| Umiditate [%] | 51                                                            | 47                                                            | 41                                                            | 43                                                            | 51                                                            | 63                                                            | 69                                                            | 69                                                            | 70                                                            | 64                                                            | 57                                                            | 54                                                            | 56                                                            |
| Nr. de zile cu precipitații (≥ 0.1 mm)                                                                                               | 2.2                                                           | 2.5                                                           | 4.1                                                           | 6.8                                                           | 12.9                                                          | 18.7                                                          | 23.2                                                          | 20.9                                                          | 18.2                                                          | 9.6                                                           | 3.8                                                           | 2.0                                                           | 124,8                                                         |
| Ore însorite | 240                                                           | 234                                                           | 268                                                           | 232                                                           | 225                                                           | 183                                                           | 176                                                           | 176                                                           | 157                                                           | 194                                                           | 232                                                           | 236                                                           | 2.555                                                         |
| Sursă: Colegio de Postgraduados ( extremes 1921–1989) Servicio Meteorológico Nacional (normals,precipitation and sunhours 1981–2000) |                                                               |                                                               |                                                               |                                                               |                                                               |                                                               |                                                               |                                                               |                                                               |                                                               |                                                               |                                                               |                                                               |

## Personalități născute aici
- Chimalpopoca (1397 – 1427), împărat al statului Tenochtitlan;
- Juan Diego Cuauhtlatoatzin (1474 – 1548), mistic creștin;
- Carlos de Sigüenza y Góngora (1645 – 1700), scriitor;
- Leona Camila Vicario Fernández (1789 – 1842), luptătoare în Războiul Mexican de Independență;
- Mariano Paredes y Arrillaga (1797 – 1849), președinte al Mexicului;
- José María Iglesias Inzáurraga (1823 – 1891), jurist;
- Miguel Miramón  (1831 – 1867), președinte al Mexicului;
- Pedro Lascuráin (1856 – 1952), președinte al Mexicului;
- Rafael Garza Gutiérrez (1896 – 1974), fotbalist;
- Agustín Lara (1897 – 1970), compozitor;
- Carlos Chávez (1899 – 1978), compozitor;
- Jaime Torres Bodet (1902 - 1974), om politic, director al UNESCO;
- Manuel Álvarez Bravo (1902 – 2002), fotograf;
- Xavier Villaurrutia (1903 - 1950), scriitor;
- Salvador Novo (1904 - 1974), scriitor;
- Juan O'Gorman (1905 - 1982), pictor, arhitect;
- Frida Kahlo (1907 - 1954), pictoriță;
- Juan Carreño (1909 - 1940), fotbalist;
- Felipe Rosas (1910 - 1986), fotbalist;
- Cantinflas (1911 - 1993), actor;
- Mario Pani Darqui (1911 - 1993), arhitect;
- Pedro Armendáriz (1912 - 1963), actor;
- Guillermo Haro (1913 - 1988), astronom;
- Octavio Paz (1914 - 1998), scriitor, Premiul Nobel pentru Literatură;
- José López Portillo (1920 - 2004), om politic, președinte al Mexicului;
- Ricardo Montalbán (1920 - 2009), actor;
- Celia Calderón (1921 - 1969), pictoriță;
- Luis Echeverría Álvarez (1922 - 2022), om politic, președinte al Mexicului;
- Rosario Castellanos (1925 - 1974), scriitoare;
- Miguel León-Portilla (1926 - 2019), istoric, antropolog;
- Joaquín Capilla (1928 - 2010), înotător;
- Roberto Gómez Bolaños (cunoscut ca Chespirito, 1929 - 2014), actor;
- Antonio Carbajal (n. 1929), fotbalist;
- Ricardo Legorreta (1931 - 2011), arhitect;
- Moisés Solana (1935 - 1969), pilot de Formula 1;
- Fernando del Paso (1935 - 2018), scriitor;
- Jacobo Grinberg (1946 - 1994), neurofiziolog și psiholog;
- Fernando Colunga (n. 1966), actor.

## Legături externe
- Materiale media legate de 
Mexico, D. F.
(Ciudad de México) la Wikimedia Commons

- Date geografice legate de Ciudad de México la OpenStreetMap
- Site oficial Arhivat în 8 august 2002, la Biblioteca Congresului es
- Ciudad de México pe Curlie
- Mexico City - orasul celor trei civilizatii Arhivat în 20 mai 2013, la Wayback Machine., 17 iunie 2009, Revista Magazin
- Azteci, conchistadori și mariachi în Ciudad de México, 13 decembrie 2012, Claudia Moșoarcă, Descoperă - Travel
- Printre artefactele precolumbiene ale Muzeului Național de Antropologie din Ciudad de México, 5 martie 2013, Claudia Moșoarcă, Descoperă - Travel